# ミヌシンスク

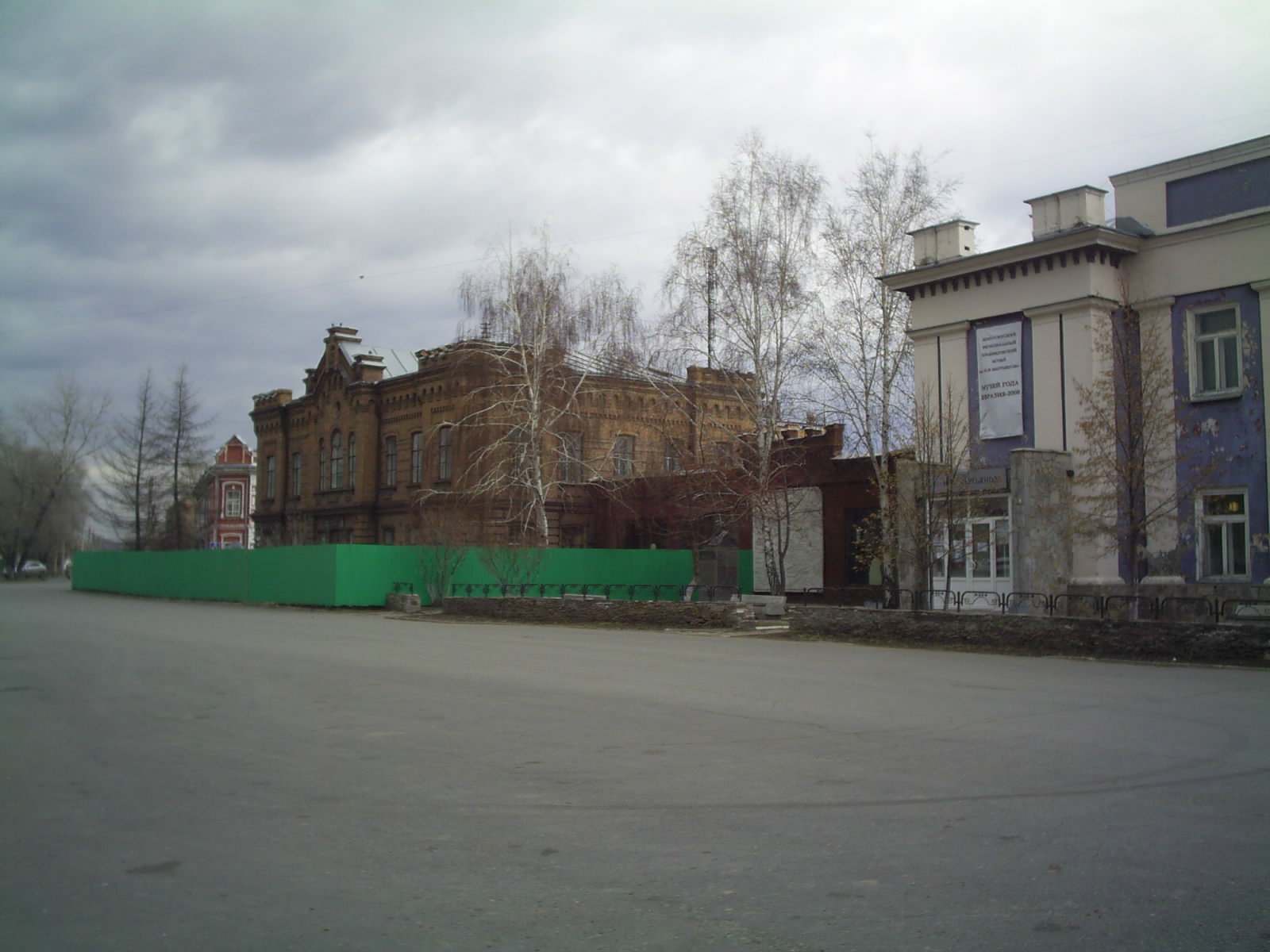

ミヌシンスク（ロシア語: Минусинск、ハカス語: Минсуғ）は、ロシア連邦（シベリア）クラスノヤルスク地方南部にある都市。人口は70,089人（2021年）。ミヌシンスク盆地中央部のエニセイ川東岸にあり、川をはさんで20キロメートルほど西にはハカス共和国の首都アバカンがある。食品加工産業の工場などが立地する。
ミヌシンスク盆地は古代の遺跡が多く、アファナシェヴォ文化・タガール文化・タシュティク文化はいずれもミヌシンスク近辺の地名に基づく。1739年に植民都市が築かれ、ミヌサ川のエニセイ川への合流地点であることからミヌシンスクの名がついた。19世紀初めには農業や交易の中心地となり、さらに南シベリアの重要都市に発展した。政治犯の流刑地にもなり、レーニンは1897年から1900年まで近郊のシュシェンスコエに流刑されている間、ミヌシンスクをたびたび訪れている。ロシア内戦ではミヌシンスク蜂起（1918年）が起きた。

## 姉妹都市
- ノリリスク、ロシア